# Kei Tanaka
Kei Tanaka (Tanaka Kei?; Tokyo, 10 luglio 1984) è un attore giapponese.
Inizia la sua carriera all'interno del mondo dello spettacolo all'inizio degli anni 2000 come caratterista, per poi affiancare attori come Takashi Sorimachi e Takayuki Yamada. In seguito partecipa a sempre più numerose serie tv e dorama in ruoli di primo piano, oltre a molte pellicole cinematografiche di successo.

## Filmografia

### Cinema
- Sumaho o otoshita dake nanoni (2018)
- Runway Beat (2011)
- Nanase Futatabi: The Movie (2010)
- Love Come (2010)
- Tajomaru (2009)
- Boku no kanojo wa cyborg (2008)
- Houtai Club (2007)
- Takurama (2007)
- Back Dancers (2006)
- Niji no Megami Rainbow Song (2006)
- Bird Call (2006)
- Tokyo Friends: The Movie (2006)
- Tōkyō daigaku monogatari (2006)
- Simsons (2006)
- Yougisha Muroi Shinji (2005)
- Koibumi (2004)
- Ima, ai ni yukimasu (2004)
- Suicide Club (2002)
- Aishu Cinderella (2020)

### Televisione
- Omukae desu
- 5-ji kara 9-ji made (Fuji TV, 2015)
- Biblia koshodō no jiken techō (Fuji TV, 2013)
- Makete, Katsu (NHK, 2012)
- Deka Kurokawa Suzuki (NTV, 2012)
- Mou Yuukai Nante Shinai (Fuji TV, 2012)
- Watashi ga Renai Dekinai Riyuu (Fuji TV, 2011)
- Soredemo, ikite yuku (Fuji TV, 2011)
- Kairoutei Satsujin Jiken (Fuji TV, 2011)
- BOSS 2 (Fuji TV, 2011)
- Ohisama (NHK, 2011)
- Misaki Number One! (NTV, 2011)
- Diplomat Kuroda Kousaku (Fuji TV, 2011)
- Chase (NHK, 2010)
- Himitsu (2010, epi 6-9)
- Kobe Shimbun no Nanokakan (Fuji TV, 2010)
- Sister (NHK, 2009)
- Kanryotachi no Natsu (TBS, 2009)
- Keikan no Chi (TV Asahi, 2009)
- Voice (Fuji TV, 2009, ep4)
- Zeni Geba (NTV, 2009, ep2-3)
- Tengoku no Soup (WOWOW, 2008)
- Cat Street (NHK, 2008)
- Homeless Chugakusei (Fuji TV, 2008)
- Maō (TBS, 2008)
- Loss Time Life (Fuji TV, 2008, Story 6)
- Muri na Renai (Fuji TV, 2008)
- Koshonin (TV Asahi, 2008, ep6)
- Ushi ni Negai wo: Love & Farm (Fuji TV, 2007)
- Shinuka to Omotta (NTV, 2007, ep3)
- Jodan ja nai! (TBS, 2007)
- Hana yori dango 2 (TBS, 2007, ep7)
- Boku no Aruku Michi (Fuji TV, 2006)
- Seishun Energy Mo Hitotsu no Sugar & Spice (Fuji TV, 2006)
- Taiyō no uta (TBS, 2006)
- Tsubasa no oreta tenshitachi (Fuji TV, 2006)
- Woman's Island (NTV, 2006)
- Byakuyakō (TBS, 2006)
- Slow Dance (TBS, 2005)
- Water Boys Natsu (Fuji TV, 2005)
- Tokyo Friends (Fuji TV, 2005, ep1,4)
- Kegareta Shita (TBS, 2005)
- Division 1 Miracle (Fuji TV, 2005)
- Yasashii Jikan (Fuji TV, 2005)
- Sekai no chūshin de, ai o sakebu (TBS, 2004)
- Orange Days (TBS, 2004, ep8)
- Honto ni Atta Kowai Hanashi Ne-san (Fuji TV, 2004, ep4)
- Water Boys (Fuji TV, 2003)
- Hotman (TBS, 2003)
- Okaasan to Issho (Fuji TV, 2003)
- Omiya-san 1 (TV Asahi, 2002, ep8)
- Gokusen (NTV, 2002, ep10)